# تنصيب عبد الرحمن وحيد
تنصيب عبد الرحمن وحيد بصفته الرئيس الرابع لإندونيسيا يوم الأربعاء 20 أكتوبر 1999 في مبنى مجمع برلمان جمهورية إندونيسيا جاكرتا. كان الحفل بداية ولاية عبد الرحمن وحيد كرئيس.
استمرت ولاية وحيد كرئيس لمدة سنة وتسعة أشهر وأربعة أيام فقط، انتهت ولايته بعد مرسومه بوقف مجلس شورى الشعب ومجلس نواب الشعب في 23 يوليو 2001.

## خلفية
في عام 1999 انتخب وحيد كرئيس بفوزه على ميغاواتي سوكارنوبوتري بأغلبية 373 صوتًا مقابل 313 صوتًا، كان أول مرشح يفوز بالرئاسة من خلال تصويت من قبل مجلس شورى الشعب. في اليوم التالي رشح حزب غوس دور ميجاواتي لمنصب نائب الرئيس وانتُخبت، بفوزها على حمزة هاز من حزب الشعب بأغلبية 396 صوتًا مقابل 284.